# أوتشيميانو
أوتشيميانو (بالإيطالية: Occimiano)‏ هي بلدية في مقاطعة ألساندريا في إقليم بييمونتي في إيطاليا.

## السكان
في سنة 1861 بلغ عدد السكان 2٬369 نسمة، وتطور العدد ليصل في سنة 2011 لـ 1٬367 نسمة.
يظهر هذا المخطط البياني تطور النمو السكاني لـ أوتشيميانو